# Shayna Jack
Shayna Jack (* 6. November 1998 in Sunnybank, Brisbane, Queensland) ist eine australische Schwimmerin. Bei Olympischen Spielen erschwamm sie zwei Goldmedaillen. Sie gewann bei Weltmeisterschaften bis 2024 fünf Goldmedaillen, acht Silbermedaillen und vier Bronzemedaillen. Bei Commonwealth Games erhielt sie zweimal Gold und je einmal Silber und Bronze.

## Sportliche Karriere
Shayna Jack trat 2011 erstmals bei den australischen Meisterschaften über 50 Meter Freistil auf der Kurzbahn an und belegte den 24. Platz. 2013 gewann sie bei den Juniorenweltmeisterschaften vier Medaillen. Sie siegte mit der Mixed-Freistilstaffel. Über 100 Meter Freistil wurde sie Dritte und sie gewann Silber mit den beiden Freistilstaffeln. Mit der Lagenstaffel belegte sie den vierten Platz. Zwei Jahre später gewann sie fünf Medaillen. Sie siegte mit den beiden Freistilstaffeln, holte Silber mit der Lagenstaffel und wurde Dritte über 50 Meter Freistil. Hinzu kam Silber mit der Mixed-Freistilstaffel.
2017 nahm Shayna Jack bei den Weltmeisterschaften in Budapest erstmals an Weltmeisterschaften in der Erwachsenenklasse teil. Sie gewann eine Silbermedaille und zwei Bronzemedaillen mit den Frauenstaffeln, wobei sie nur in der 4-mal-100-Meter-Freistilstaffel auch im Finale eingesetzt wurde. Bei ihrem einzigen Einzelstart über 50 Meter Freistil schied Shayna Jack im Halbfinale aus. Hinzu kam eine Silbermedaille für ihren Vorlauf-Einsatz in der Mixed-Lagenstaffel. Im Jahr darauf belegte Shayna Jack bei den Commonwealth Games 2018 in Gold Coast jeweils den vierten Platz über 50 und 100 Meter Freistil. Die 4-mal-100-Meter-Freistilstaffel gewann die Goldmedaille in 3:30,05 Minuten, womit sie den bestehenden  Weltrekord um 0,6 Sekunden unterbot. Bei den Pan Pacific Swimming Championships 2018 wurde Shayna Jack Siebte über 100 Meter Freistil. Mit der Freistilstaffel gewann sie den Titel. 2019 nahm Shayna Jack noch an den australischen Meisterschaften teil, war aber bei den Weltmeisterschaften in Gwangju nicht mehr dabei. Denn im Juni 2019 wurde sie wegen einer positiven Dopingprobe für vier Jahre gesperrt, diese Sperre wurde später auf zwei Jahre verkürzt.
Erst 2022 durfte Shayna Jack wieder starten und gewann bei den australischen Meisterschaften den Titel über 50 Meter Freistil und wurde über 100 Meter Freistil Zweite hinter Mollie O’Callaghan. Bei den Weltmeisterschaften in Budapest gewann Shayna Jack zwei Medaillen. Sie wurde Weltmeisterin mit der 4-mal-100-Meter-Freistilstaffel und holte mit der Mixed-Lagenstaffel die Silbermedaille. Zu Einzelwettbewerben trat sie nicht an. Bei den Commonwealth Games 2022 in Birmingham siegte sie mit der Freistilstaffel. Über 50 Meter Freistil wurde sie Dritte hinter ihren Mannschaftskameradinnen Emma McKeon und Meg Harris. Auch über 100 Meter Freistil gab es einen Dreifachsieg für die Australierinnen. Hier siegte Mollie O’Callaghan vor Shayna Jack und Emma McKeon.
2023 siegte Shayna Jack bei den australischen Meisterschaften über 50 Meter Freistil, wurde Zweite über 100 Meter Freistil und Dritte über 200 Meter Freistil. Bei den Weltmeisterschaften in Fukuoka erschwamm Shayna Jack zwei Goldmedaillen in den Frauen-Freistilstaffeln sowie Silber über 50 Meter Freistil hinter der Schwedin Sarah Sjöström. Diese Silbermedaille war für Shayna Jack die erste Einzelmedaille bei Weltmeisterschaften. Hinzu kam eine Goldmedaille mit der Mixed-Freistilstaffel und eine Silbermedaille mit der Mixed-Lagenstaffel. Bei allen drei Goldmedaillen war Shayna Jack auch an der Aufstellung eines neuen Weltrekords beteiligt.
Im Februar 2024 bei den Weltmeisterschaften in Doha belegte Shayna Jack den siebten Platz über 200 Meter Freistil. Über 100 Meter Freistil wurde sie Dritte hinter der Niederländerin Marrit Steenbergen und Siobhan Bernadette Haughey aus Hongkong. Über 50 Meter Freistil schlug sie als Vierte an. Mit den Frauenstaffeln gewann sie einen kompletten Medaillensatz. Hinzu kamen zwei Silbermedaillen mit den Mixed-Staffeln. Bei den Olympischen Spielen 2024 trat Shayna Jack in vier Disziplinen an. Sie gewann Gold mit den beiden Freistilstaffeln, wobei sie in der 4-mal-100-Meter-Freistilstaffel nur im Endlauf und in der 4-mal-200-Meter-Freistilstaffel nur im Vorlauf eingesetzt wurde. Außerdem wurde sie Achte über 50 Meter Freistil und Fünfte über 100 Meter Freistil.

## Internationale Medaillen
Shayna Jack gewann in der Erwachsenenklasse folgende Medaillen bei internationalen Meisterschaften:

### Medaillen bei Olympischen Spielen
- 2024 in Paris
  - Gold 4-mal-100-Meter-Freistilstaffel mit Mollie O’Callaghan, Shayna Jack, Emma McKeon und Meg Harris; im Vorlauf eingesetzt: Bronte Campbell und Olivia Wunsch
- 2024 in Paris
  - Gold 4-mal-200-Meter-Freistilstaffel mit Mollie O’Callaghan, Lani Pallister, Brianna Throssell und Ariarne Titmus; im Vorlauf eingesetzt: Shayna Jack und Jamie Perkins

### Medaillen bei Weltmeisterschaften
- 2017 in Budapest
  - Silber 4-mal-100-Meter-Freistilstaffel mit Shayna Jack, Bronte Campbell, Brittany Elmslie und Emma McKeon; im Vorlauf eingesetzt: Emily Seebohm und Madison Wilson
  - Silber: 4-mal-100-Meter-Mixed-Lagenstaffel mit Mitch Larkin, Daniel Cave, Emma McKeon und Bronte Campbell; im Vorlauf eingesetzt: Kaylee McKeown, Matthew Wilson, Grant Irvine und Shayna Jack
  - Bronze 4-mal-200-Meter-Freistilstaffel mit Madison Wilson, Emma McKeown, Kotuku Ngawati und Ariarne Titmus; im Vorlauf eingesetzt: Shayna Jack und Leah Neale
  - Bronze: 4-mal-100-Meter-Lagenstaffel mit Emily Seebohm, Taylor McKeown, Emma McKeon und Bronte Campbell; im Vorlauf eingesetzt: Holly Barratt, Jessica Hansen, Brianna Throssell und Shayna Jack
- 2022 in Budapest
  - Gold: 4-mal-100-Meter-Freistilstaffel mit Mollie O’Callaghan, Madison Wilson, Meg Harris und Shayna Jack; im Vorlauf eingesetzt: Brianna Throssell und Leah Neale
  - Silber: 4-mal-100-Meter-Mixed-Lagenstaffel mit Kaylee McKeown, Zac Stubblety-Cook, Matthew Temple und Shayna Jack; im Vorlauf eingesetzt: Isaac Cooper, Matthew Wilson, Brianna Throssell und Meg Harris
- 2023 in Fukuoka
  - Gold: 4-mal-100-Meter-Freistilstaffel mit Emma McKeon, Meg Harris, Shayna Jack und Mollie O’Callaghan; im Vorlauf eingesetzt: Madison Wilson und Brianna Throssell
  - Gold: 4-mal-200-Meter-Freistilstaffel mit Mollie O’Callaghan, Shayna Jack, Brianna Throssell und Ariarne Titmus; im Vorlauf eingesetzt: Kiah Melverton, Lani Pallister und Madison Wilson
  - Gold: 4-mal-100-Meter-Mixed-Freistilstaffel mit Jack Cartwright, Kyle Chalmers, Shayna Jack und Mollie O’Callaghan; im Vorlauf eingesetzt: Flynn Southam, Madison Wilson und Meg Harris
  - Silber: 50 Meter Freistil
  - Silber: 4-mal-100-Meter-Mixed-Lagenstaffel mit Kaylee McKeown, Zac Stubblety-Cook, Matthew Temple und Shayna Jack; im Vorlauf eingesetzt: Bradley Woodward, Sam Williamson und Emma McKeon
- 2024 in Doha
  - Gold: 4-mal-100-Meter-Lagenstaffel mit Iona Anderson, Abbey Harkin, Brianna Throssell und Shayna Jack; im Vorlauf eingesetzt: Jaclyn Barclay
  - Silber: 4-mal-100-Meter-Freistilstaffel mit Brianna Throssell, Alexandria Perkins, Abbey Harkin und Shayna Jack; im Vorlauf eingesetzt: Jaclyn Barclay
  - Silber: 4-mal-100-Meter-Mixed-Freistilstaffel mit Kai Taylor, Jack Cartwright, Shayna Jack und Brianna Throssell; im Vorlauf eingesetzt: Alexandria Perkins und Abbey Harkin
  - Silber: 4-mal-100-Meter-Mixed-Lagenstaffel mit Bradley Woodward, Sam Williamson, Brianna Throssell und Shayna Jack; im Vorlauf eingesetzt: Alexandria Perkins und Abbey Harkin
  - Bronze: 100 Meter Freistil
  - Bronze: 4-mal-200-Meter-Freistilstaffel mit Brianna Throssell, Shayna Jack, Abbey Harkin und Kiah Melverton; im Vorlauf eingesetzt: Jaclyn Barclay

### Medaillen bei Commonwealth Games
- 2018 in Gold Coast
  - Gold: 4-mal-100-Meter-Freistilstaffel mit Shayna Jack, Bronte Campbell, Emma McKeon und Cate Campbell
- 2022 in Birmingham
  - Gold: 4-mal-100-Meter-Freistilstaffel mit Madison Wilson, Shayna Jack, Mollie O’Callaghan und Emma McKeon
  - Silber: 100 Meter Freistil
  - Bronze: 50 Meter Freistil

### Medaillen bei Pan Pacific Swimming Championships
- Pan Pacific Swimming Championships 2018
  - Gold: 4-mal-100-Meter-Freistilstaffel mit Emily Seebohm, Shayna Jack, Emma McKeon und Cate Campbell